# Liga Transilvania-Banat
Liga Transilvania-Banat a fost o mișcare politică din România.
A fost înființată în martie 2002, avându-l ca președinte pe Sabin Gherman,
autorul cunoscutului și controversatului manifest „M-am săturat de România”.
Înființarea mișcării a fost contestată de mai multe partide politice, pe motiv că Sabin Gherman ar dori separarea Transilvaniei de România.
Sabin Gherman a depus, la jumătatea lunii octombrie 2002, la Tribunalul Municipiului București (TMB), actele de înregistrare a Ligii Transilvania-Banat ca partid politic.
Instanțele bucureștene au refuzat înregistrarea formațiunii ca partid politic, iar Sabin Gherman a chemat în judecată Statul Român la CEDO.
În martie 2004, Liga Transilvania-Banat a fuzionat cu Partidul Popular Creștin (PCD).
La acel moment, Liga Transilvania-Banat avea 28.000 de membri.